# Jet (gruppo musicale italiano)
I Jet, conosciuti anche come J.E.T. (resi graficamente anche j.e.t.), sono stati un gruppo musicale italiano formatosi a Genova e nato dallo scioglimento dei Jets.

## Storia
I Jet sono stati una formazione nata per filiazione dai Jets, i cui componenti erano Gianni Casciano, Franco Gatti, Angelo Sotgiu, Gerolamo Rebollino, Francesco Doriani e Sergio Bertola, sostituito poi da Gianni Belleno. Infatti, dopo le defezioni di Sotgiu, Gatti, Belleno, Rebollino e Doriani, tocca al superstite Casciano proporre a Renzo «Pucci» Cochis (batteria), Aldo Stellita (basso) e Piero Cassano (tastiere, voce) – questi ultimi due, provenienti dal gruppo Onde Sonore – di dar vita ad una nuova formazione, dapprima battezzata New Jet (dal 1967 al 1970) poi solo Jet.
Nel 1970 Casciano si dimette, sostituito alla chitarra da Carlo «Bimbo» Marrale, ed è con questa formazione che il quartetto si presenta all'8ª edizione di Un disco per l'estate (1971) con il brano Vivere in te, cui seguono altre manifestazioni, tra cui il Festival di Musica d'Avanguardia.
Nel 1972 la Durium licenzia il primo ed unico album, in cui abbandonato il genere melodico, la band abbraccia un progressive rock più impegnato, dall'altrettanto impegnato titolo Fede, speranza, carità, a cui partecipa come corista non accreditata una allora sconosciuta Antonella Ruggiero.
Nel 1973 il quartetto ritorna ad atmosfere melodiche partecipando alla 23ª edizione del Festival di Sanremo, dove propone Anikana-o, che non raggiunge la serata finale ma che viene portata al successo mondiale da Cerrone. A questo punto è Cochis ad andarsene e, al suo posto, subentra Paolo Siani.
Nel 1974, il gruppo collabora al singolo d'esordio come solista della Ruggiero (sotto lo pseudonimo di «Matia») intitolato La strada del perdono, che dà il via alla nascita vera e propria dei Matia Bazar tanto che il brano viene successivamente inserito nell'album Gran Bazar (1977) e nella raccolta antologica Solo tu (1979), entrambi a nome della band.
Nel 1975, a due anni dall'esperienza sanremese, tre componenti su quattro – cioè Stellita, Marrale e Cassano – fondano con Antonella (che aveva già partecipato come corista ai loro brani, anche se non accreditata) i Matia Bazar; mentre Siani collabora come turnista soltanto al primo singolo Stasera... che sera!. Subito dopo, la prima formazione dei Matia verrà completata dal batterista Giancarlo Golzi.

## Formazione

### Ultima
- Piero Cassano – tastiere (1967-1975)[7]
- Aldo Stellita – basso, voce (1967-1975)[7]
- Carlo «Bimbo» Marrale – chitarra, voce (1970-1975)[8]
- Paolo Siani – batteria (1973-1975)[8]

### Ex componenti
- Gianni Casciano – chitarra, voce (1967-1970)
- Renzo «Pucci» Cochis – batteria (1967-1973)

### Turnisti
- Antonella Ruggiero – cori[9]

## Discografia

### Album
- 1972: Fede, speranza, carità (Durium, ms AI 77307)

### Singoli

#### Gruppo
- 1971: Vivere in te/Uomo (Durium, Ld A 7711)
- 1972: Non la posso perdonare/Donna dove sei? (Durium, Ld A 7752)
- 1972: Il segno della pace/Non la posso perdonare (Durium, Ld A 7758)
- 1973: Anikana-o/Guarda coi tuoi occhi (Durium, Ld A 7796)
- 1973: Gloria, gloria/Sinfonia per un re (Durium, Ld A 7805)
- 1973: Voodoo Woman/Satan Is Waitin' (Durium, Ld A 7818)

#### Con Antonella «Matia» Ruggiero
- 1974: La strada del perdono/Io, Matia (Ariston, AR 0634)